# Roger Nkodo Dang
Roger Nkodo Dang (* 6. November 1963 in Kamerun) ist ein kamerunischer Politiker. Er wurde 2015 Präsident des Panafrikanischen Parlaments.  Am 27. Mai 2015 erhielt er 85 Stimmen, um als Nachfolger des ehemaligen Präsidenten Bethel Nnaemeka Amadi gewählt zu werden. Dang ist Mitglied der Nationalversammlung von Kamerun.

## Karriere
Dang ist ausgebildeter Diplomat. Unter Amadis Präsidentschaft war er von 2012 bis 2015 der erste Vizepräsident des Panafrikanischen Parlaments, der die Region Zentralafrika vertrat.
Während des Nominierungsprozesses der Demokratischen Volksbewegung Kameruns (CPDM) 2013 für den kamerunischen Gesetzgeber wurde die Liste, die Nkodo Dang führte, zunächst zugunsten der Liste von Jean-Claude Bekolo Mbang disqualifiziert. Die Arbeit von Nkodo Dang im panafrikanischen Parlament ermöglicht es ihm jedoch, in Betracht zu ziehen, Präsident zu werden. Das CPDM beschloss unter dem Druck von Cavaye Yeguié Djibril, Präsident der Versammlung, die Liste von Bekolo Mbang zu disqualifizieren und die von Nkodo Dang erneut zu qualifizieren. Bei den Wahlen kehrte Nkodo Dang zu seinem Sitz in der Nationalversammlung zurück.
Nkodo Dang ist ein Mitglied der Yebekolo-Ethnie, einer Untergruppe der Boulou.